# Alfombra Gabbeh
Las alfombras gabbeh (gabba en persa, gava en kurdo y ḵersak en lorí) son alfombras persas tejidas tradicionalmente por las mujeres de unas tribus nómadas del suroeste de Irán, en su mayoría las tribus kashgai de la provincia de Fars. Las tejen también las mujeres de otras tribus nómadas de los montes Zagros de esa misma región, como los kurdos, los luros y los bajtiari. En persa el nombre significa: natural, en bruto, intacto, sin cortar.

## Características
Las alfombras gabbeh tienen un máximo de 100.000 nudos por metro cuadrado, con una media ligeramente por debajo de los 70.000 nudos. Según las tribus, pueden utilizar tanto el nudo ghiordes como el senneh. La trama, la urdimbre y el terciopelo son de lana de oveja, hilada a mano.
Al ser tradicionalmente tejidas por pueblos nómadas, las alfombras gabbeh solían tener un tamaño entre pequeño y mediano (90 cm x 150 cm), para ser más cómodas de transportar. Hoy en día, los tejedores sedentarios disponen de telares fijos más grandes, para fabricar alfombras de mayor tamaño (hasta 300 cm x 400 cm) que se adapten a los interiores modernos de los países del primer mundo. Las alfombras gabbeh tienen un terciopelo más largo que las demás alfombras persas, y pueden tener hasta 3 cm de grosor.
Las lanas son teñidas con tintes naturales de colores vivos (aunque a veces tejen alfombras aprovechando los colores suaves de la lana natural sin teñir), reproduciendo los colores de los paisajes que las tejedoras nómadas atraviesan con su familia. Los motivos suelen ser escasos y muy simplificados, y plasman los acontecimientos destacados que viven las tejedoras y las personas de su entorno mientras elaboran sus alfombras. Son frecuentes las representaciones de animales, árboles, montañas y seres humanos muy esquematizados.
Las alfombras gabbeh gozan desde hace pocos años de una gran fama en el mundo occidental, por lo que las tejedoras han adaptado sus diseños al gusto europeo y norteamerícano, decantándose por alfombras lisas muy sobrias, casi sin dibujos, en las que priman los reflejos delicados de los tintes naturales.
El prestigio de las alfombras gabbeh ha llevado a que los tejedores de la India (alfombras indo gabbeh) y de China las imiten. Estas imitaciones pueden mezclar la lana y el algodón, y a veces son tejidas mecánicamente y teñidas con tintes químicos. Son también de menor grosor, de nudo menos denso y menos suaves al tacto. Esta merma de calidad se refleja en su precio más económico.

## Historia
La primera referencia conocida sobre alfombras gabbeh remonta al siglo XVI. Se dice que proceden de la región de Lorestán, y que se extendieron hacia el norte entre las tribus kurdas y hacia el sur entre las tribus bajtiari de la región de Fars.
Exceptuando las alfombras tejidas por la tribu darrašūrī, del grupo de los bajtiari, las primeras gabbeh eran de pelo largo, con baja densidad de puntos, y de factura poco tensa. Cada alfombra era tejida por una sola mujer y se destinaba a uso doméstico, no para ser vendidas. Servían de colchón, y su flexibilidad permitía que se usaran también como mantas. Se usaban igualmente para las monturas en lugar de las sillas de montar. Al ser consideradas no aptas para la venta, existen pocos datos bibliográficos e históricos sobre estas alfombras: hasta finales del siglo XX, los coleccionistas y autores las despreciaban por su aspecto tribal y poco elaborado en comparación con las alfombras persas más conocidas.
A partir de los años 1980, fueron descubiertas por los vendedores y los coleccionistas europeos, seducidos por sus diseños minimalistas, sus formas geométricas básicas y sus fondos lisos, muy de acuerdo con los gustos modernos. La demanda occidental disparó la producción que se organizó a mayor escala entre pueblos sedentarios, y algunos pueblos bajtiari llegaron a abrir telares dedicados exclusivamente a la exportación. Se renovaron los diseños y los tejedores empezaron a innovar libremente para satisfacer los gustos de los compradores.